# Nachal Avišaj
Nachal Avišaj (hebrejsky נחל אבישי) je vádí v jižním Izraeli, v Judské poušti.
Začíná v nadmořské výšce okolo 250 metrů v pouštní krajině na náhorní plošině nad příkopovou propadlinou Mrtvého moře. Směřuje pak k severovýchodu, z jihovýchodu míjí horu Har Avišaj a prudce se zařezává do okolního terénu. Klesá do kaňonu vádí Nachal Arugot, do kterého pak ústí zprava cca 1 kilometr západně od kibucu Ejn Gedi a které jeho vody odvádí do Mrtvého moře. Je turisticky využívané a začleněné do národního parku Ejn Gedi.